# 고트프리트 욘
고트프리트 욘(독일어: Gottfried John, 1942년 8월 29일~2014년 9월 1일)은 독일의 배우, 성우이다.

## 출연 작품

### 텔레비전 방송
- 스페이스 레인저

### 영화
- 존 라베 - 난징 대학살 (2009년) - 닥터 오스카 트라우트만 역
- 플러드 (2007년)
- 지진 속의 피아노 조율사 (2005년) - 드로즈 박사 역
- 대디 (2003년)
- 윈스턴 처칠의 폭풍전야 (2002년)
- 프루프 오브 라이프 (2000년) - 에릭 케슬러 역
- 아스테릭스 (1999년) - 율리우스 카에사르 역
- 존 말코비치의 25시 (1996년)
- 벤자멘타 연구소 (1995년)
- 007 골든 아이 (1995년)
- 더 바이블 - 아브라함 (1994년)
- 스페이스 레인저 (1993년)
- 과오 (1992년)
- 명성의 날개 (1990년)
- 자칼의 추적 (1990년)
- 전선의 여우 (1990년)
- 릴리 마를렌 (1981년)
- 베를린 알렉산더 광장 (1980년)
- 마리아 브라운의 결혼 (1979년)
- 페도라 (1978년)
- 13달인 어느 해에 (1978년)
- 양지로의 여행 (1978년)
- 퀴스터스 부인의 천국 여행 (1975년)
- 선 위의 세상 (1973년)